# Acontia albarabica
Acontia albarabica is een vlinder van de familie van de uilen (Noctuidae). De wetenschappelijke naam van deze soort is voor het eerst voorgesteld door Edward Parr Wiltshire in een publicatie uit 1994.
De soort komt voor in Saudi-Arabië en Jemen.